# Museo Arqueológico de Kálimnos
El Museo Arqueológico de Kálimnos es uno de los museos de Grecia. Está ubicado en Pothia, la capital de Kálimnos, una isla del Dodecaneso.
El museo se encontraba inicialmente en un edificio construido a mediados del siglo XIX que era una vivienda residencial de una importante familia de la isla. En 1894 se remodeló. Sin embargo, a causa de la necesidad de un espacio mayor de exposición se trasladó a otro edificio especialmente diseñado para ello que fue inaugurado en 2009.
La colección de este museo incluye objetos de periodos comprendidos entre la prehistoria y la época posbizantina. Los objetos prehistóricos pertenecen al neolítico y a la Edad del Bronce —minoicos y micénicos. De periodos posteriores comprendidos entre los siglos VII y I a. C. se pueden encontrar cerámica, estatuillas, esculturas, monedas e inscripciones, principalmente del periodo helenístico. Muchos proceden de la necrópolis de Damos y del santuario de Apolo.
Uno de los objetos más destacados del museo es una estatua femenina del periodo helenístico que se encontró en 1995 en las redes de un pescador y que se conoce como la «Dama de Kálimnos».